# Wierzenica
Wierzenica (prononciation : [vjɛʐɛˈnit͡sa]) est un village polonais de la gmina de Swarzędz dans le powiat de Poznań de la voïvodie de Grande-Pologne dans le centre-ouest de la Pologne.
Il se situe à environ 6 kilomètres au nord de Swarzędz (siège de la gmina) et à 13 kilomètres au nord-est de Poznań (siège du powiat et capitale régionale).

## Géographie
Wierzenica et Janikowo sont les villages situés sur le point le plus élevé de la gmina de Swarzędz. Wierzenica se trouve sur une colline l'élevant à 115m de hauteur.

## Histoire
Wierzenica est mentionné pour la première fois dans un document de 1154.
En 1918, l'archéologue Józef Kostrzewski a mis au jour un site funéraire sur le territoire de la commune.
De 1975 à 1998, le village faisait partie du territoire de la voïvodie de Poznań.
Depuis 1999, Wierzenica est situé dans la voïvodie de Grande-Pologne.

Le village possédait une population de 318 habitants en 2017.

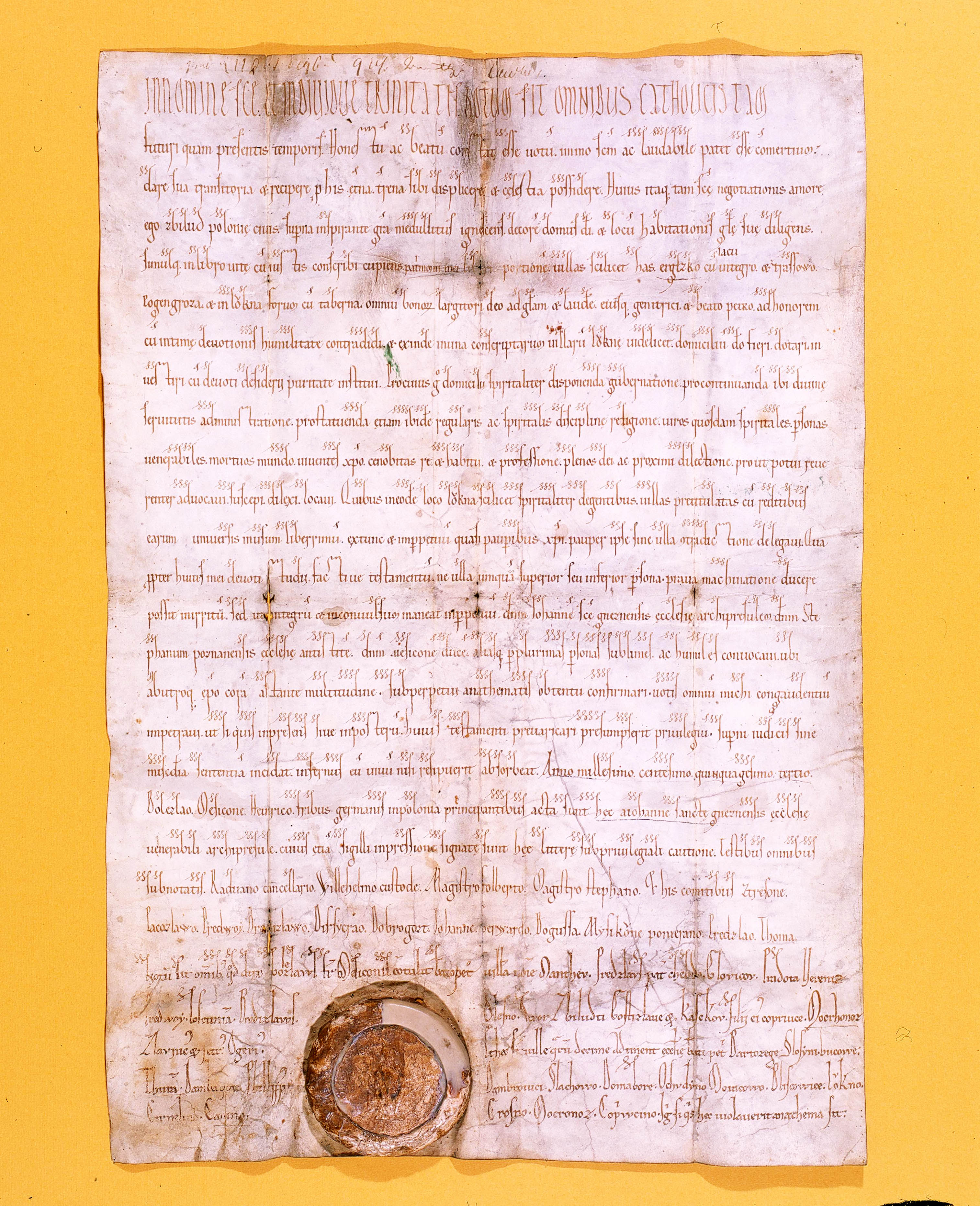
Document de 1154 mentionnant pour la première fois le village.